# إلي برتراند
إلّي برتراند هو عالم عقيدة وجيولوجي سويسري، ولد في 17 مايو 1713 في Orbe ‏ في سويسرا، وتوفي في 23 أغسطس 1797 في يافردون ليه باين في سويسرا.